# Stolen Secrets
Stolen Secrets er en amerikansk stumfilm fra 1924 instrueret af Irving Cummings.

## Medvirkende
- Herbert Rawlinson som Eel / Miles Manning
- Kathleen Myers som Cordelia Norton
- Edwards Davis som John Norton
- Henry Herbert som Brooks Waters
- Arthur Stuart Hull som Sterling Mann
- William Conklin som Chapman Hoggins
- George Siegmann som Nat Fox
- Joseph North som Cruthers